# Time of the Season
Time of the Season är en poplåt lanserad 1968 av The Zombies på albumet Odessey and Oracle. Den släpptes även som singel i Storbritannien 1968, utan framgång. Flera andra låtar från albumet hade redan lanserats som singlar och skivbolaget i USA var först ovilligt att ge ut en singel till från ett album som tycktes floppa. Al Kooper drev dock på för att få ut "Time of the Season" som amerikansk singel 1969, och den blev en nordamerikansk hitsingel tidigt det året. Vid det laget hade i vilket fall The Zombies brutit upp som grupp.
Låten är tydligt färgad av det psykedeliska musikklimat som rådde under the Summer of Love 1967 då den spelades in och innehåller bland annat ett långt orgelsolo av Rod Argent och en karaktäristisk basslinga av Chris White. Colin Blunstone står för sången.
Låten har varit med i ett antal filmer så som 1969 (1988), Uppvaknanden (1990), A Walk on the Moon (1998), Shanghai Knights (2003), och Riding the Bullet (2004). 
Bandet Argent (med bland annat Rod Argent) utgav en live-version av låten, inspelat 1974, på samlingsalbumet The Argent Anthology: A Collection of Greatest Hits från 1976.

## Listplaceringar
- Billboard Hot 100, USA: #3[1]
- RPM Chart, Kanada: #1[2]
- Nederländerna: #14[3]
- Tio i topp, Sverige: Låten testades för listan men tog sig inte in och nådde #13[4]